# اسید (فیلم ۱۹۸۸)
«اسید» (انگلیسی: Tezaab) فیلمی هندی است که در سال ۱۹۸۸ منتشر شد. از بازیگران آن می‌توان به آنیل کاپور، مدوری دیکشیت، انوپم کهیر و کیران کومار اشاره کرد.
فیلم اسید یکی از موفق‌ترین اجراهای آنیل کاپور و میدوری دیکشیت است. همچنین آهنگ ek do teen میدوری دیکشیت که با صدای آلکا یاگنیک شنیده می‌شود بسیار معروف است. آنیل کاپور برای بازی در این فیلم جایزه فیلمفیر بهترین بازیگر نقش اول مرد را از آن خود کرد.

## خلاصه داستان
ماهش دشموک (آنیل کاپور) به ارتش می‌پیوندد تا به کشور خدمت کند. پدر و مادر ماهش در جریان سرقت یک بانک کشته می‌شوند و ماهش آنها را به زندان می‌فرستد. در طول دوران دانشکده ماهش عاشق دختری بنام موهینی (میدوری دیکشیت) می‌شود. پدر موهینی مردی است بنام شیاملال (انوپم کهیر) که سرگرمی جز مشروب و قمار ندارد. شیاملال برای اینکه موهینی را از شر ماهش خلاص کند از خلافکار خطرناکی بنام لوطیا پاتان (کیران کومار) کمک می‌گیرد. لوتیا سردسته همان گروهی است که والدین ماهش را به قتل رساندند. برادر کوچک لوطیا خواهر ماهش یعنی جیوتی (سوپارنا آناند) را می‌رباید و ماهش برای دفاع از حیثیت خواهرش برادر لوطیا را می‌کشد و از این رو به یکسال حبس محکوم می‌شود. دوست صمیمی ماهش بنام بابان (چانکی پاندی) به همراه دوستانش به یکی از کازینوهای لوطیا پاتان حمله می‌کند. شیاملال برای تسویه بدهی اش موهینی را وادار به رقص در یک کلوپ شبانه می‌کند. ماهش با عنوان جدید مونا از زندان آزاد می‌شود و به یک تبهکار تبدیل می‌شود. لوطیا پس از اینکه از بازگشت او باخبر می‌شود موهینی را می‌رباید. ماهش، بابان و دوستانش به محله لوطیا یورش می‌برند و موهینی را نجات می‌دهند. ماهش برای اینکه موهینی را درگیر زندگی پر مشقت و خلاف خود نکند او را از خود می‌راند. موهینی پس از فهمیدن ماجرا نزد ماهش می‌رود و او هم موهینی را می‌پذیرد. لوطیا برای کشتن ماهش در یک کشتی مخفی می‌شود و بابان سراغ او می‌رود. در طی یک درگیری لوطیا، بابان را می‌کشد و خودش هم توسط ماهش به قتل می‌رسد. در نهایت ماهش به رئیس پلیس (سورش اوبروی) می‌گوید که برای هر مجازاتی از سوی قانون آماده است.